# Distonia in torsione
Per distonia in torsione progressiva in campo medico, si intende una malattia autosomica dominante, un disturbo del normale movimento dell'individuo.

## Epidemiologia
Colpisce prevalentemente nell'età infantile e prima adolescenza (dai 5 ai 16 anni), principalmente ebrei (90% dei casi segnalati). Per quanto riguarda il suo sviluppo in Europa l'incidenza si attesta su 1 su 330 000 fino a 1 su 200 000 La mutazione collegabile alla malattia era nota in Bielorussia centinaia di anni fa.

## Sintomatologia
Fra i sintomi e i segni clinici ritroviamo dolore, contrazioni involontarie e torsione in varie parti del corpo: colonna vertebrale, piedi, collo e mani. Il disturbo muscolare si diffonde lentamente in tutto il corpo e, trascorsi 5 anni, l'intero corpo è soggetto a tali contrazioni involontarie.
Nei casi in cui la malattia si mostra in età più avanzata i primi muscoli ad essere condizionati sono quelli delle braccia e del collo. La sua penetranza varia dal 30% al 40%.

## Eziologia
La causa è genetica, (cromosoma 9q34), con perdita di acido glutammico.

## Terapia
Il trattamento prevede una svariata scelta di interventi, fra cui la moderna stimolazione cerebrale profonda nel pallido e la pallidotomia.
Per quanto riguarda i farmaci si utilizzano il baclofene, diazepam, clonazepam. Se non dovessero essere sufficienti si ricorre alla tossina botulinica.